# Alfredo Corrias
Alfredo Corrias (Oristano, 3 novembre 1895 – 2 maggio 1985) è stato un avvocato e politico italiano.
Esponente della Democrazia Cristiana ha ricoperto numerosi incarichi: Sindaco di Oristano dal 1946 al 1949, consigliere regionale nel 1949, presidente del Consiglio regionale nel 1951 al 1954, Presidente della Regione nel 1954.
È stato inoltre senatore nella V Legislatura.